# Grandsaigne (Corrèze)
Grandsaigne (Grand Sanha en occitan) est une commune française située dans le département de la Corrèze en région Nouvelle-Aquitaine.

## Géographie
Commune du Massif central située en bordure du plateau de Millevaches au confluent de la Corrèze avec son affluent, la Corrèze de Pradines. Elle fait partie du parc naturel régional de Millevaches en Limousin. La vaste étendue de la commune, près de  2000 ha, est en majorité boisée, le reste étant des herbages.

### Communes limitrophes

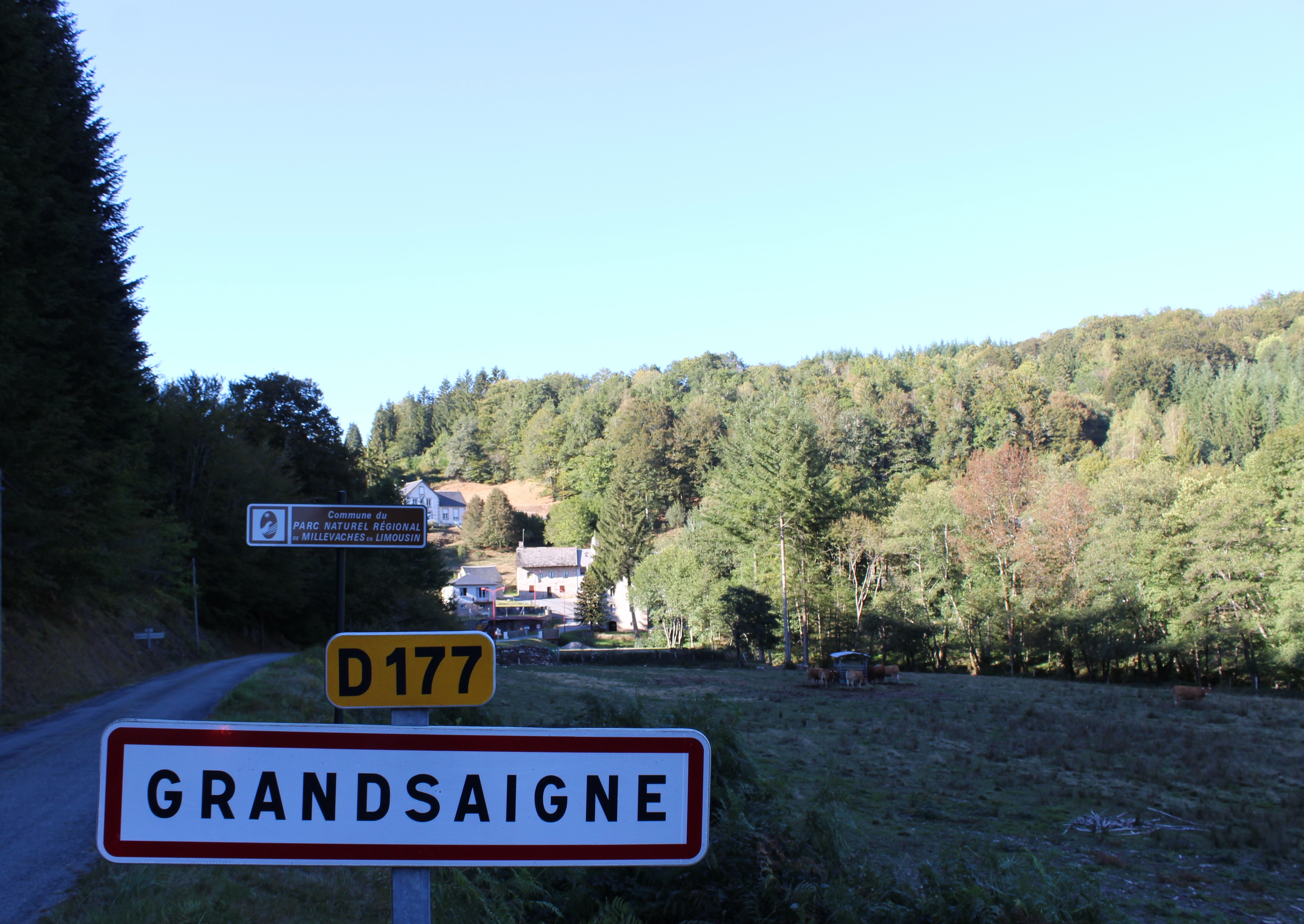
Entrée du village.

|      | Pradines    | Bonnefond               |
| Veix | Grandsaigne | Saint-Yrieix-le-Déjalat |
|      | Chaumeil    |                         |

### Hydrographie

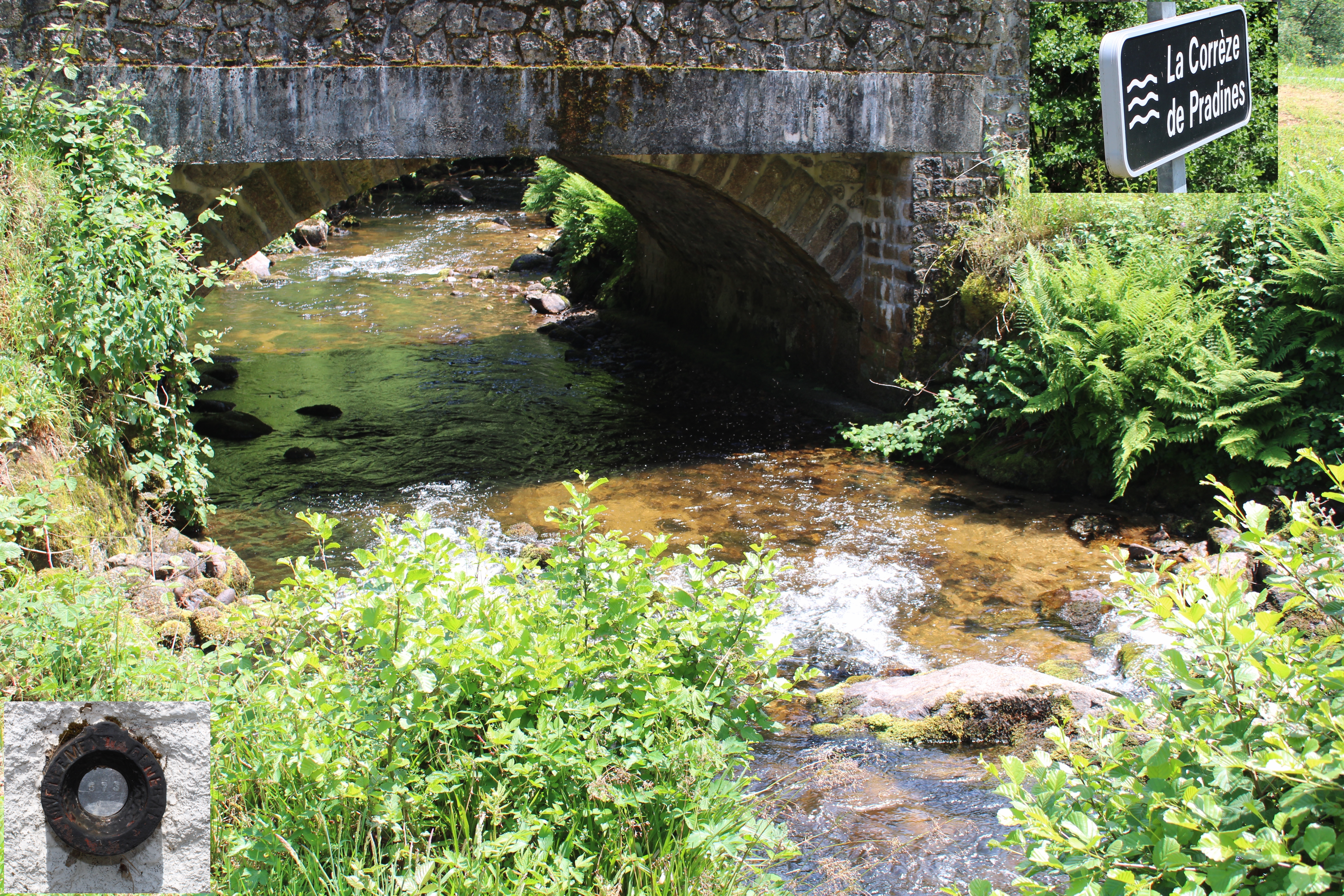
La Corrèze de Pradines sous le pont de Grandsaigne - altitude 573m.

Le terroir de la commune est traversé par de nombreux ruisseaux, le plus important étant la Corrèze de Pradines qui est un  affluent de rive droite de la Corrèze et qui traverse le terroir du nord au sud sur environ 5 km.

En amont du pont de Grandsaigne, la retenue d'eau d'un ancien moulin est maintanant une pisciculture.

### Les hameaux
Les 52 habitants de la commune résident dans sept hameaux éloignés de plusieurs kilomètres les uns des autres : Grandsaigne où se situe la mairie et l'église, la Vaysse, la Vialle, Chazalviel, le Chazalnoël, Reignac sur la D 16 et le Chassaing.

### Climat
Pour des articles plus généraux, voir Climat de la Nouvelle-Aquitaine et Climat de la Corrèze.
Historiquement, la commune est exposée à un climat montagnard.  
En 2020, Météo-France publie une typologie des climats de la France métropolitaine dans laquelle la commune est exposée à un climat de montagne et est dans la région climatique  Ouest et nord-ouest du Massif Central, caractérisée par une pluviométrie annuelle de 900 à 1 500 mm, maximale en automne et en hiver.
Pour la période 1971-2000, la température annuelle moyenne est de 9,8 °C, avec  une amplitude thermique annuelle de 14,5 °C. Le cumul annuel moyen de précipitations est de 1 401 mm, avec 14,3 jours de précipitations en janvier et 8,4 jours en juillet. Pour la période 1991-2020, la température moyenne annuelle observée sur la station météorologique la plus proche, située sur la commune d'Égletons à 14 km à vol d'oiseau, est de 10,6 °C et le cumul annuel moyen de précipitations est de 1 428,5 mm,. Pour l'avenir, les paramètres climatiques de la commune estimés pour 2050 selon différents scénarios d’émission de gaz à effet de serre sont consultables sur un site dédié publié par Météo-France en novembre 2022.

## Urbanisme

### Typologie
Au 1er janvier 2024, Grandsaigne est catégorisée commune rurale à habitat très dispersé, selon la nouvelle grille communale de densité à 7 niveaux définie par l'Insee en 2022.
Elle est située hors unité urbaine. Par ailleurs la commune fait partie de l'aire d'attraction d'Égletons, dont elle est une commune de la couronne,. Cette aire, qui regroupe 14 communes, est catégorisée dans les aires de moins de 50 000 habitants,.

### Occupation des sols
L'occupation des sols de la commune, telle qu'elle ressort de la base de données européenne d’occupation biophysique des sols Corine Land Cover (CLC), est marquée par l'importance des forêts et milieux semi-naturels (80,2 % en 2018), en augmentation par rapport à 1990 (78,4 %). La répartition détaillée en 2018 est la suivante : 
forêts (69,7 %), prairies (19,8 %), milieux à végétation arbustive et/ou herbacée (10,5 %).
L'évolution de l’occupation des sols de la commune et de ses infrastructures peut être observée sur les différentes représentations cartographiques du territoire : la carte de Cassini (XVIIIe siècle), la carte d'état-major (1820-1866) et les cartes ou photos aériennes de l'IGN pour la période actuelle (1950 à aujourd'hui).

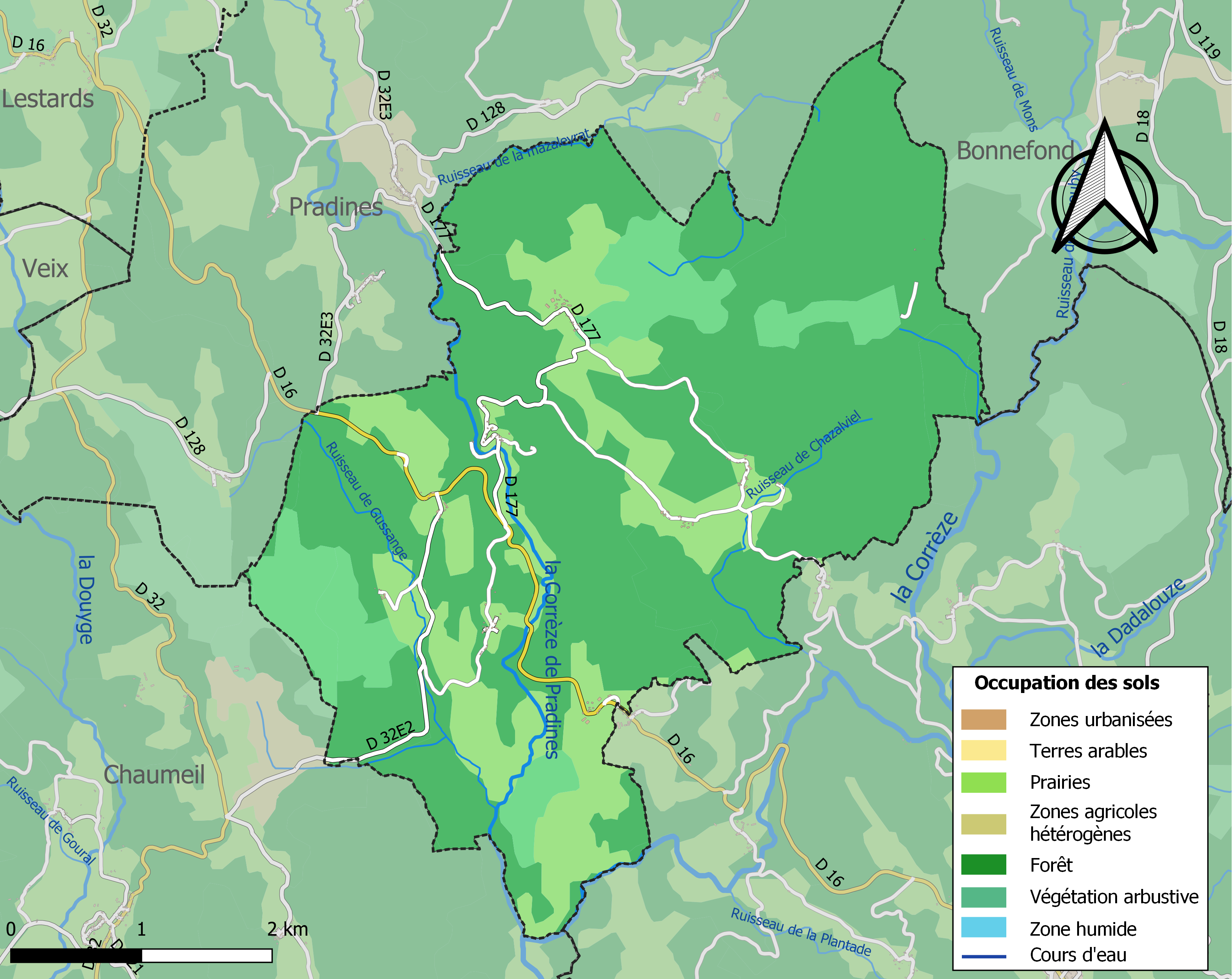
Carte des infrastructures et de l'occupation des sols de la commune en 2018 (CLC).

### Risques majeurs
Le territoire de la commune de Grandsaigne est vulnérable à différents aléas naturels : météorologiques (tempête, orage, neige, grand froid, canicule ou sécheresse), feux de forêts et séisme (sismicité très faible). Il est également exposé à un risque particulier : le risque de radon. Un site publié par le BRGM permet d'évaluer simplement et rapidement les risques d'un bien localisé soit par son adresse soit par le numéro de sa parcelle.

#### Risques naturels

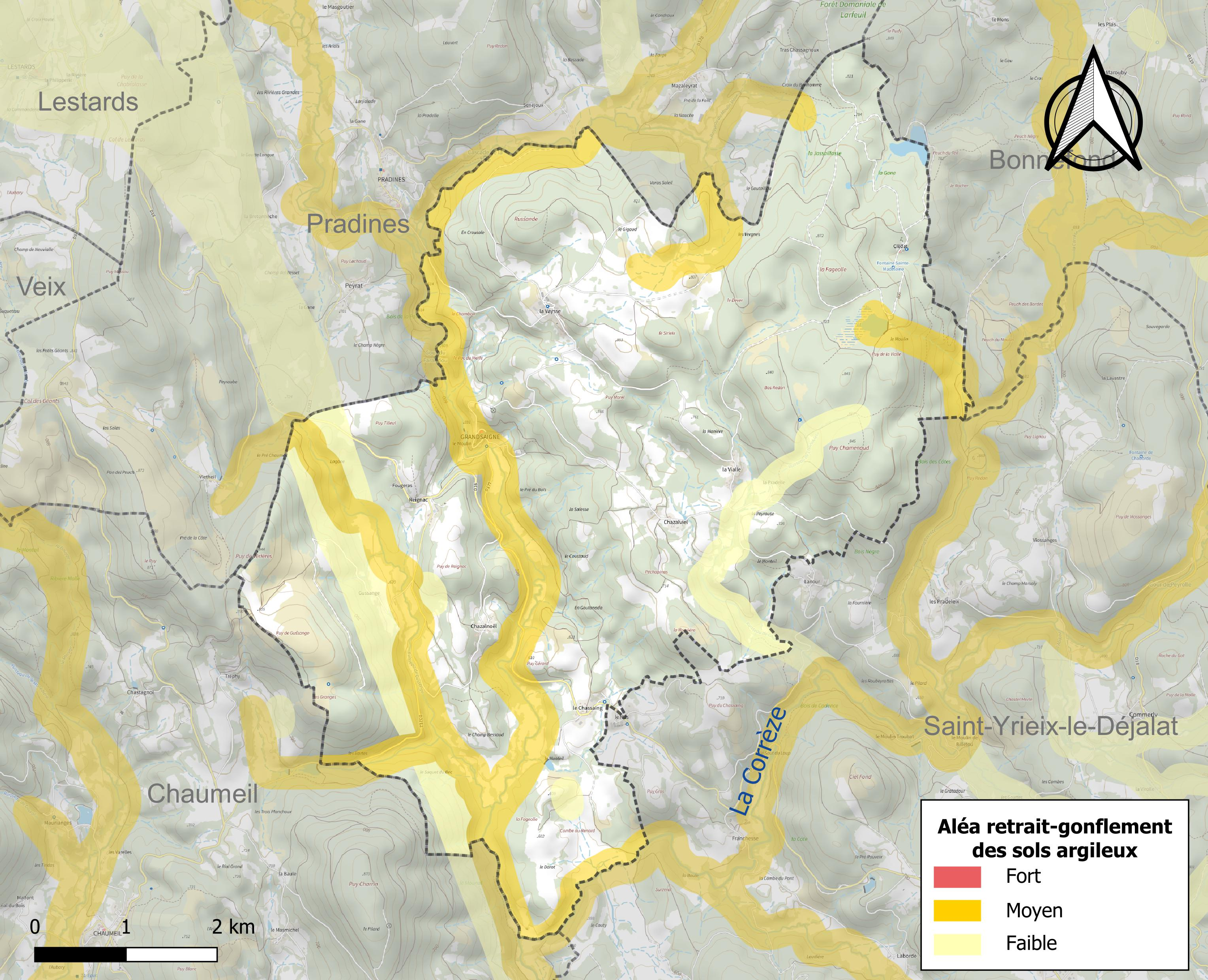
Carte des zones d'aléa retrait-gonflement des sols argileux de Grandsaigne.

Le retrait-gonflement des sols argileux est susceptible d'engendrer des dommages importants aux bâtiments en cas d’alternance de périodes de sécheresse et de pluie. 18,4 % de la superficie communale est en aléa moyen ou fort (26,8 % au niveau départemental et 48,5 % au niveau national). Sur les 81 bâtiments dénombrés sur la commune en 2019,  14 sont en aléa moyen ou fort, soit 17 %, à comparer aux 36 % au niveau départemental et 54 % au niveau national. Une cartographie de l'exposition du territoire national au retrait gonflement des sols argileux est disponible sur le site du BRGM,.
Concernant les feux de forêt, aucun plan de prévention des risques incendie de forêt (PPRIF) n’a été établi en Corrèze, néanmoins le code de l’urbanisme impose la prise en compte des risques dans les documents d’urbanisme. Le périmètre des servitudes d'utilité publique et des zones d'obligation légale de débroussaillement pour les particuliers est quant à lui défini pour la commune dans une carte dédiée. 

#### Risque particulier
Dans plusieurs parties du territoire national, le radon, accumulé dans certains logements ou autres locaux, peut constituer une source significative d’exposition de la population aux rayonnements ionisants. Certaines communes du département sont concernées par le risque radon à un niveau plus ou moins élevé. Selon la classification de 2018, la commune de Grandsaigne est classée en zone 3, à savoir zone à potentiel radon significatif. 

## Politique et administration

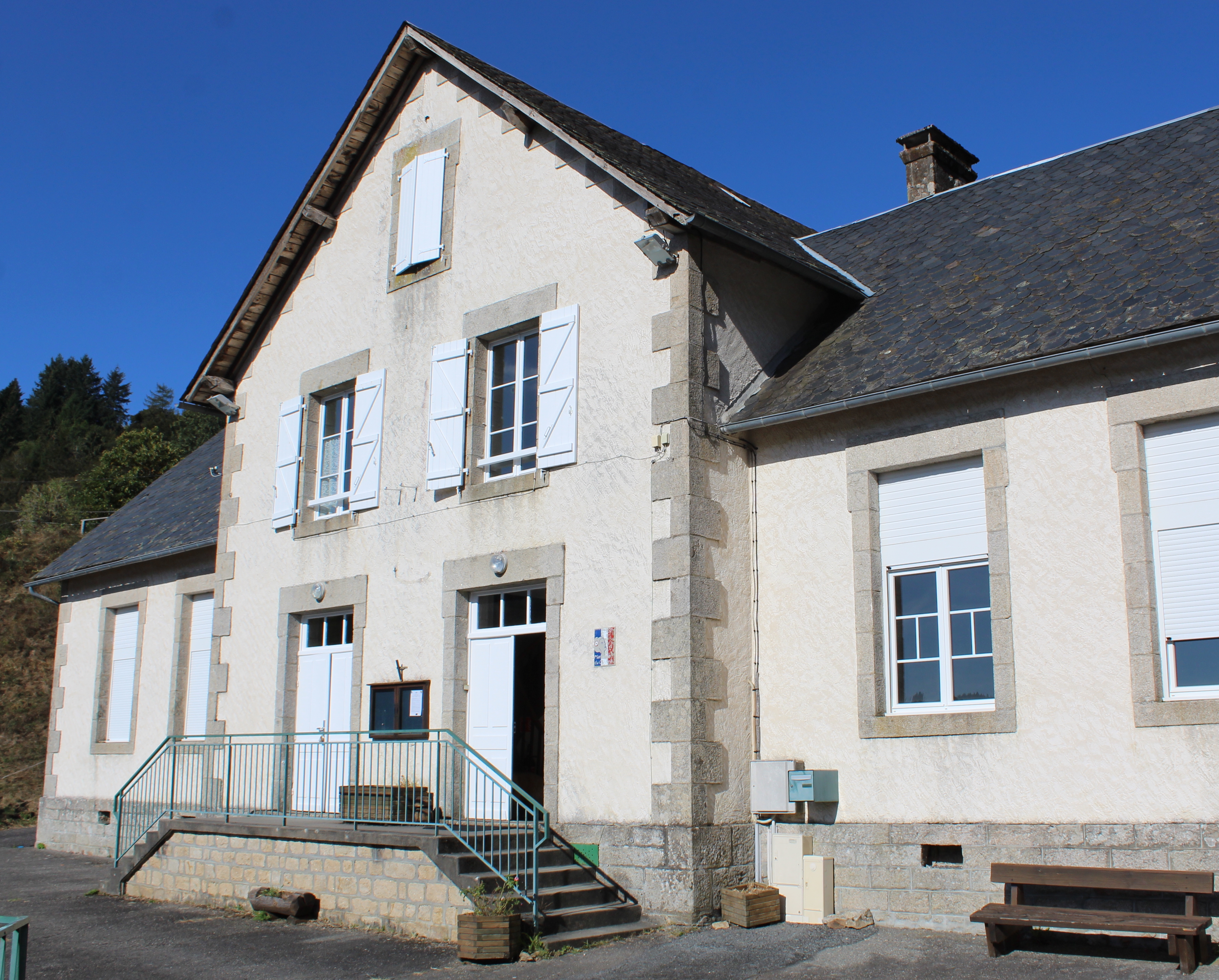
La mairie.

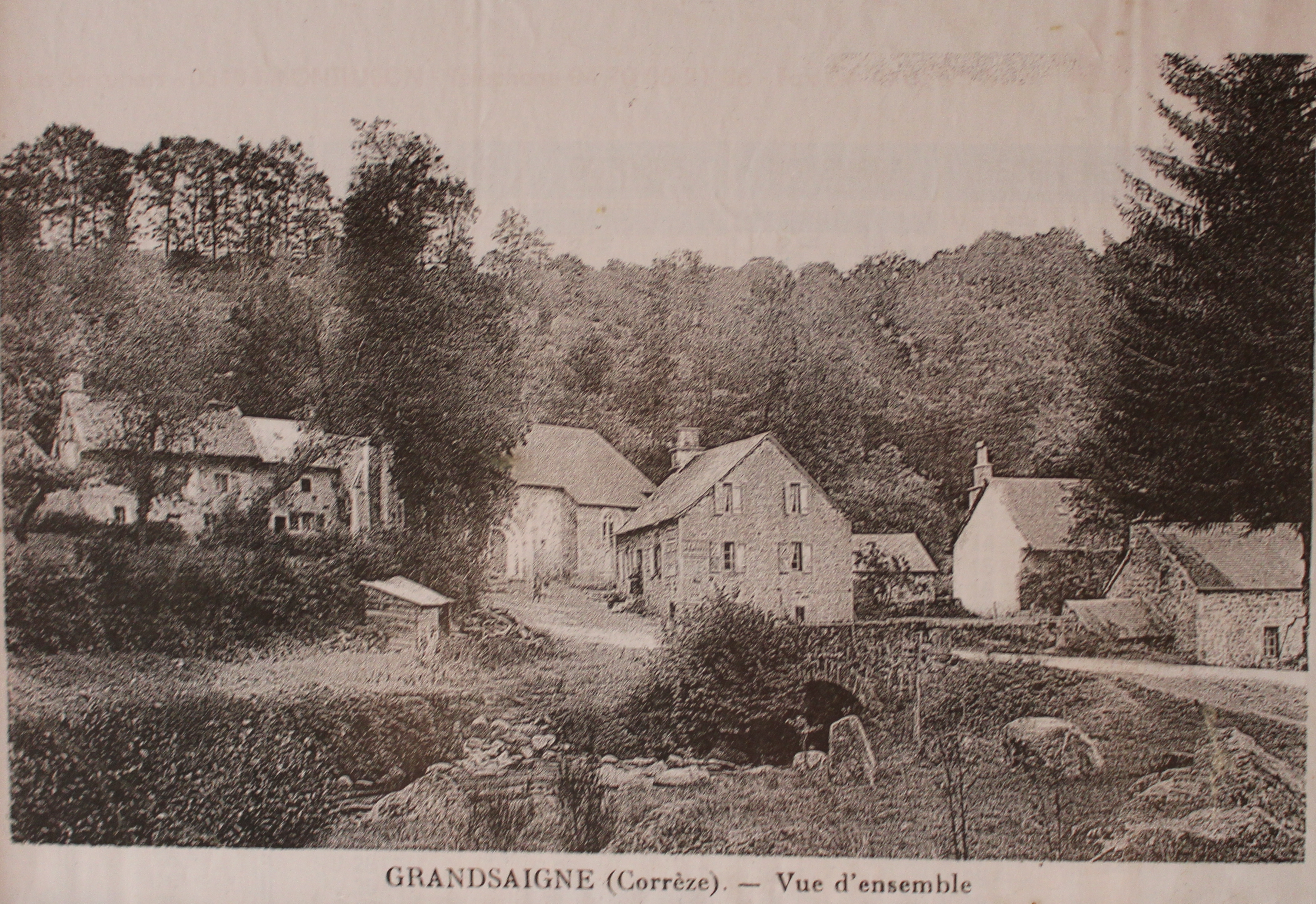
Carte postale de Grandsaigne vers 1910.

| Période | Période  | Identité                                                | Étiquette | Qualité     |
| ------- | -------- | ------------------------------------------------------- | --------- | ----------- |
| 1963    | 1999     | François Maison                                         | PCF       |             |
| 1999    | en cours | Jean-François Ensergueix Réélu pour le mandat 2020-2026 | PCF       | Agriculteur |

## Démographie
| 1793 | 1800 | 1806 | 1821 | 1831 | 1836 | 1841 | 1846 | 1851 |
| ---- | ---- | ---- | ---- | ---- | ---- | ---- | ---- | ---- |
| 465  | 350  | 431  | 387  | 432  | 427  | 445  | 524  | 506  |

| 1856 | 1861 | 1866 | 1872 | 1876 | 1881 | 1886 | 1891 | 1896 |
| ---- | ---- | ---- | ---- | ---- | ---- | ---- | ---- | ---- |
| 465  | 468  | 482  | 475  | 475  | 481  | 507  | 529  | 507  |

| 1901 | 1906 | 1911 | 1921 | 1926 | 1931 | 1936 | 1946 | 1954 |
| ---- | ---- | ---- | ---- | ---- | ---- | ---- | ---- | ---- |
| 516  | 511  | 508  | 383  | 367  | 392  | 399  | 259  | 192  |

| 1962 | 1968 | 1975 | 1982 | 1990 | 1999 | 2006 | 2007 | 2012 |
| ---- | ---- | ---- | ---- | ---- | ---- | ---- | ---- | ---- |
| 144  | 134  | 111  | 87   | 70   | 58   | 48   | 47   | 45   |

| 2017 | 2022 | - | - | - | - | - | - | - |
| ---- | ---- | - | - | - | - | - | - | - |
| 52   | 48   | - | - | - | - | - | - | - |

Le recensement individuel de la population effectué en 1906 que l'on peut consulter sur le site des Archives Départementales de La Corrèze donne de précieux renseignements. Grandsaigne comptait alors 87 maisons, 89 ménages totalisant 468 habitants se répartissant ainsi : Grandsaigne 55 habitants, la Vaysse 77, Clédat 37, la Vialle 85, Chazalviel 63, le Chastaing 65, Chazalnoël 93, Reignac 24, Faugères 15 et Gussanges 16. Les professions indiquent que les habitants vivaient presque uniquement de l'élevage et de l'agriculture. L'exode rural et la mécanisation ont entraîné la division par dix du nombre d'habitants en un siècle.

## Culture locale et patrimoine

### Lieux et monuments

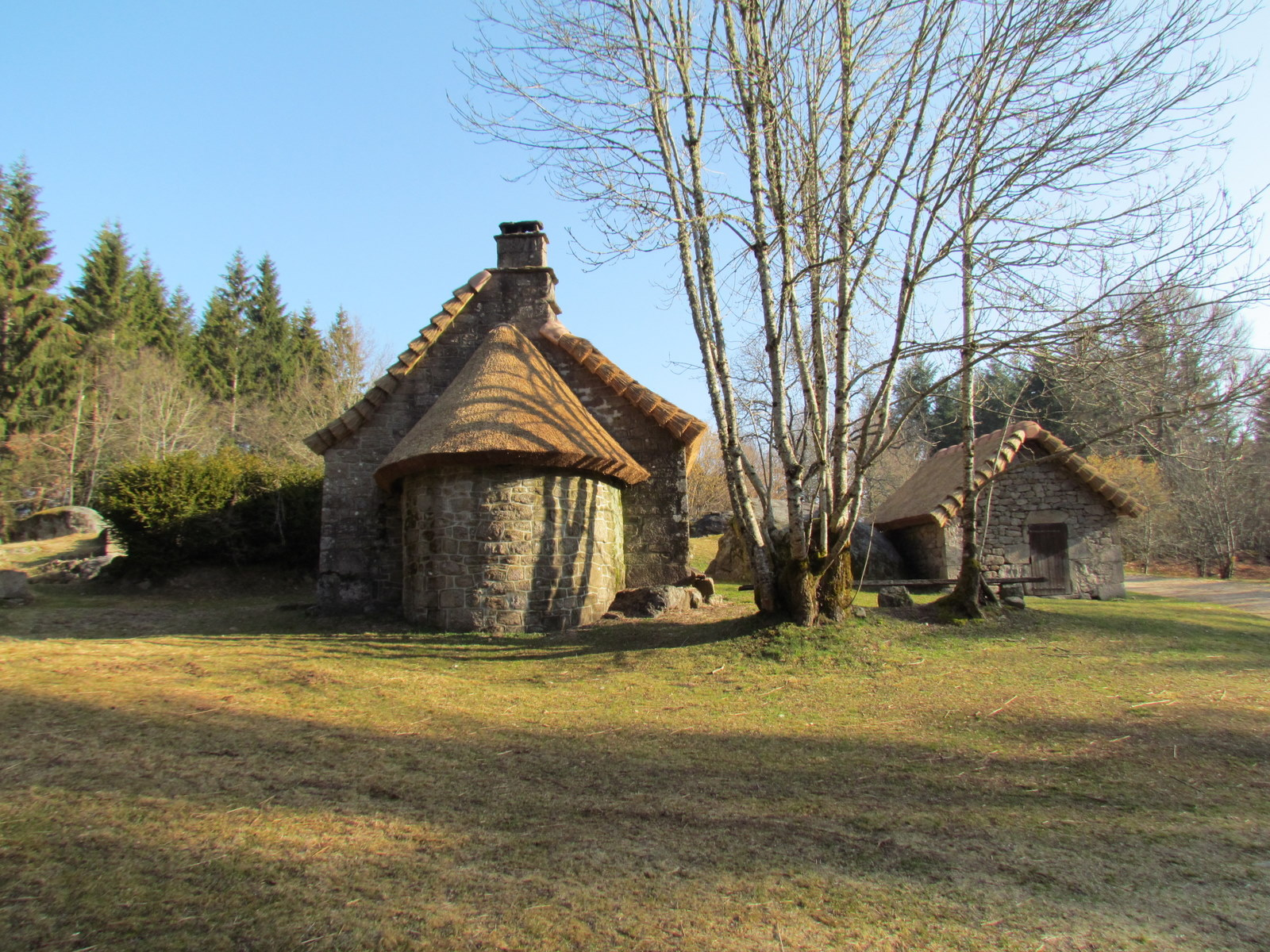
Le village abandonné de Clédat.

- L'église Saint-Eutrope-de-Saintes de Grandsaigne
- Clédat (village abandonné).

### Galerie

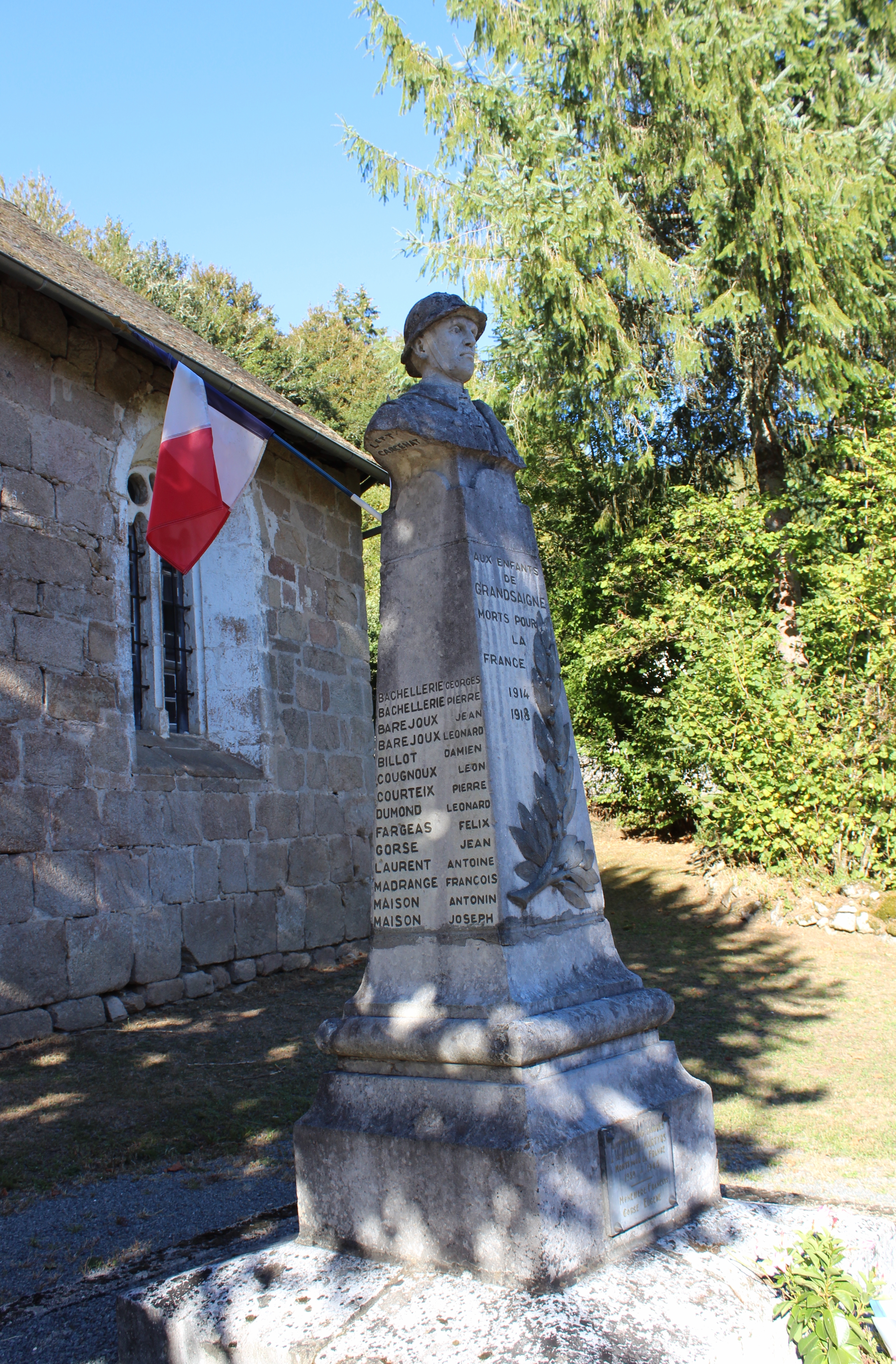
Le monument aux morts.
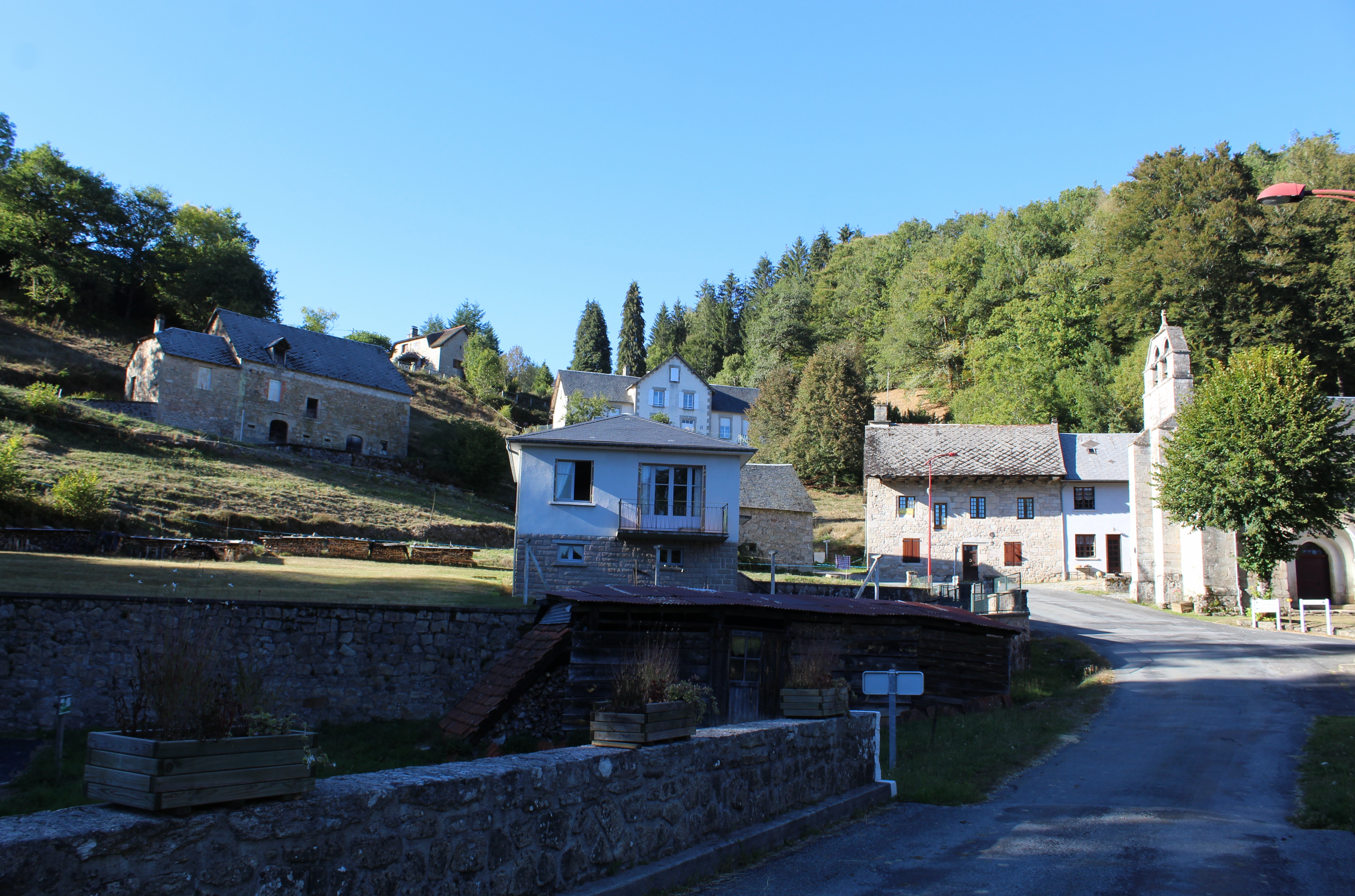
Grandsaigne au bord de la Corrèze de Pradines.
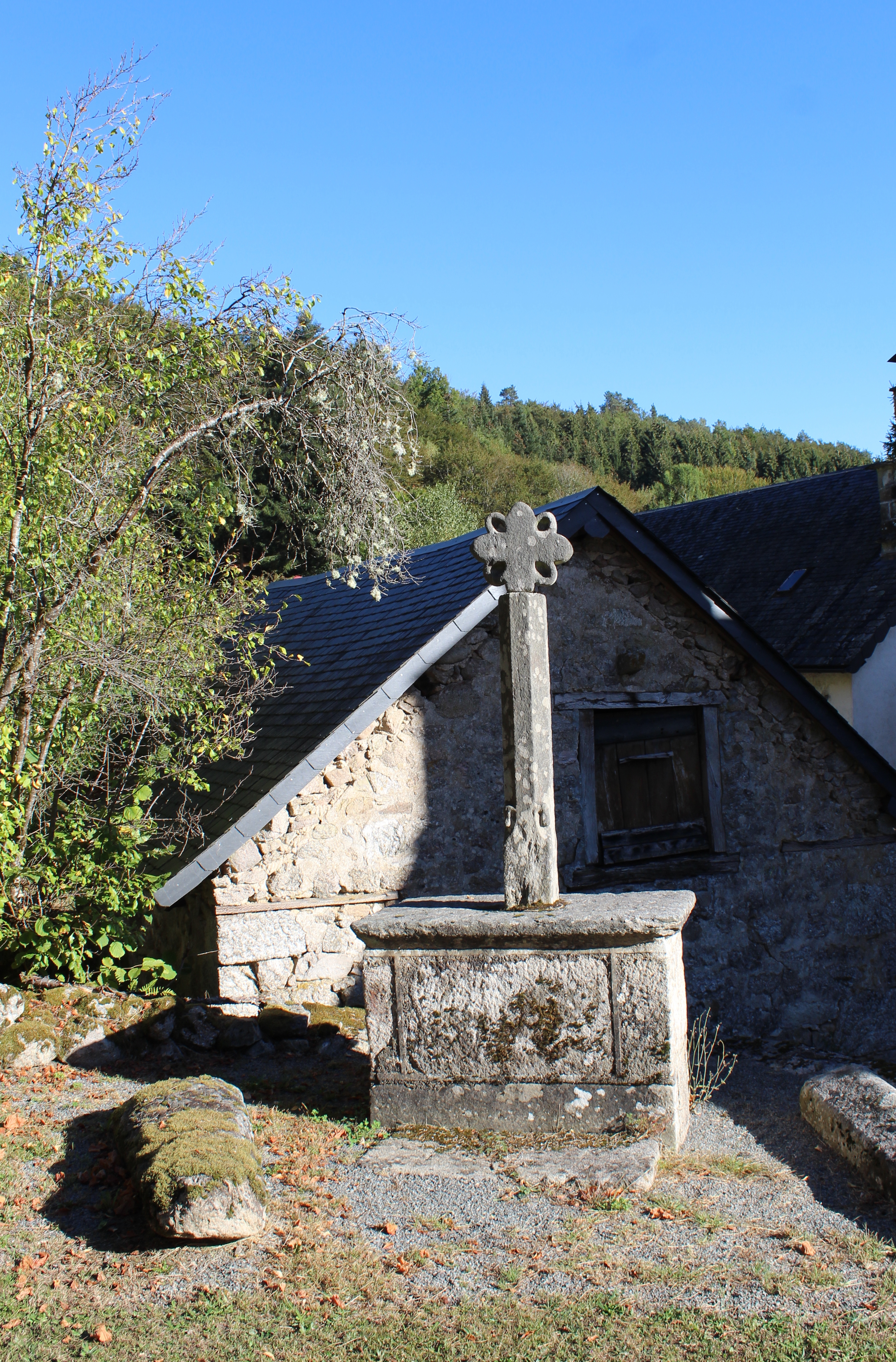
Croix près de l'église.
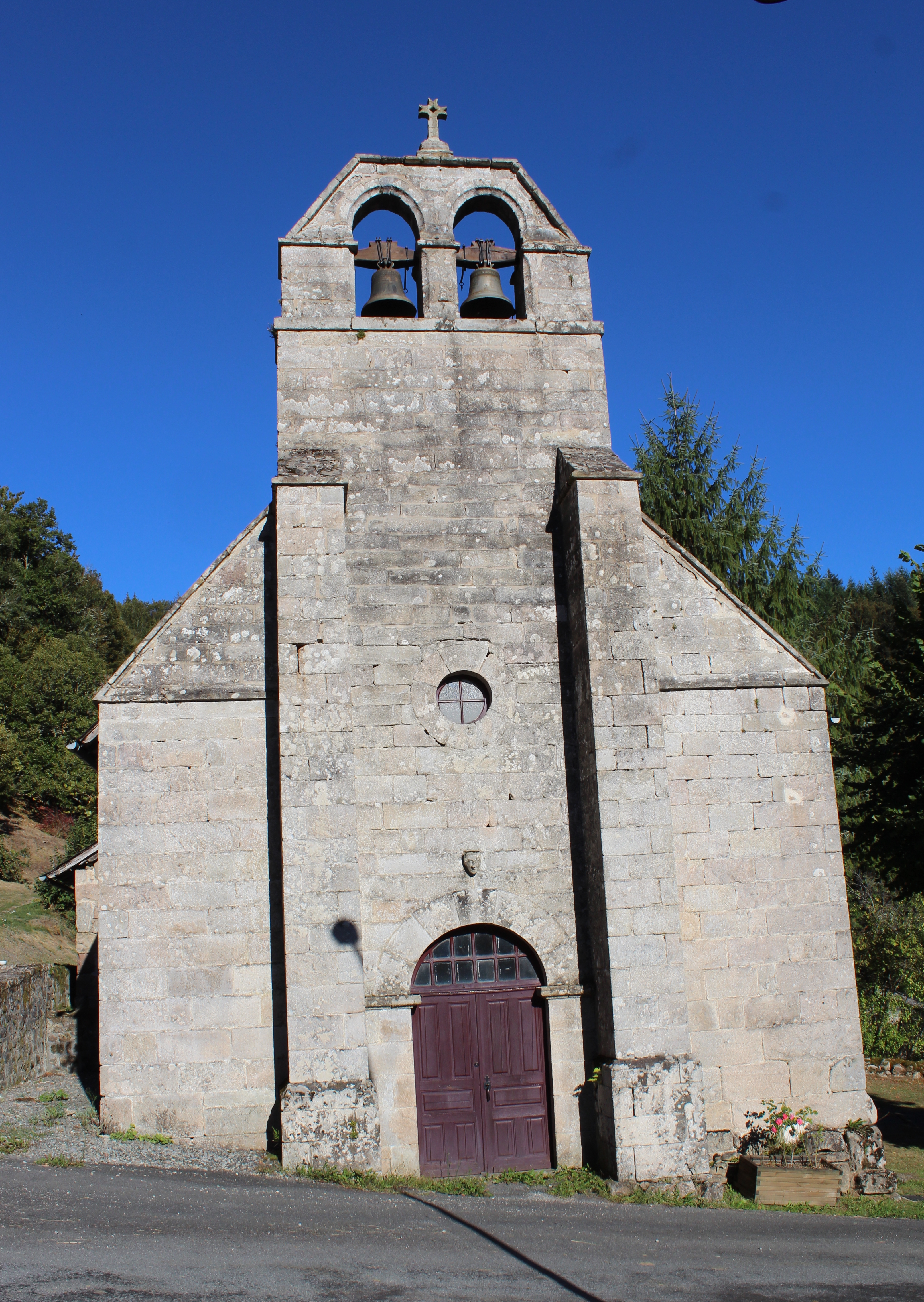
L'église avec son chocher-mur comportant deux cloches.
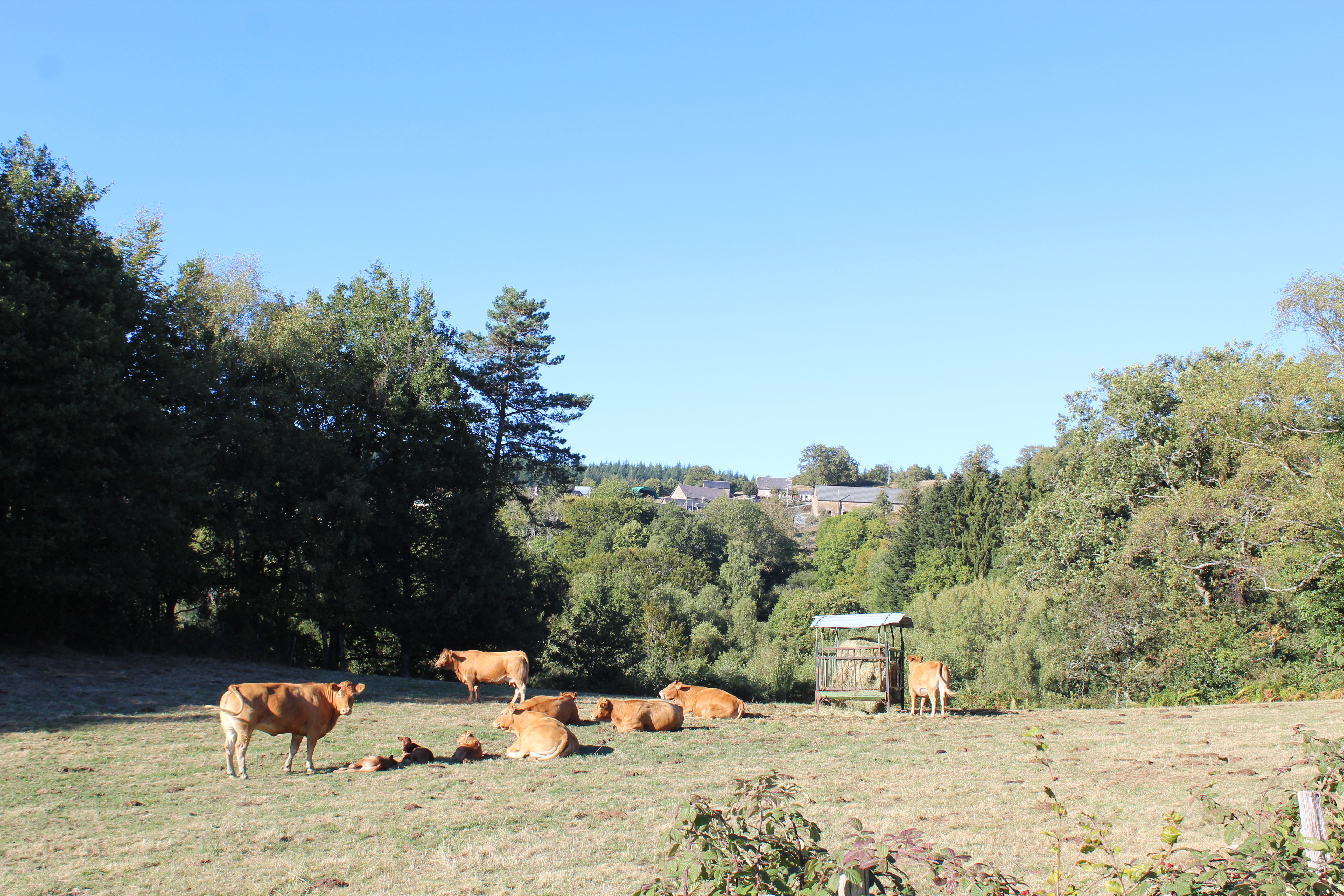
Vue du hameau de La Vaysse.
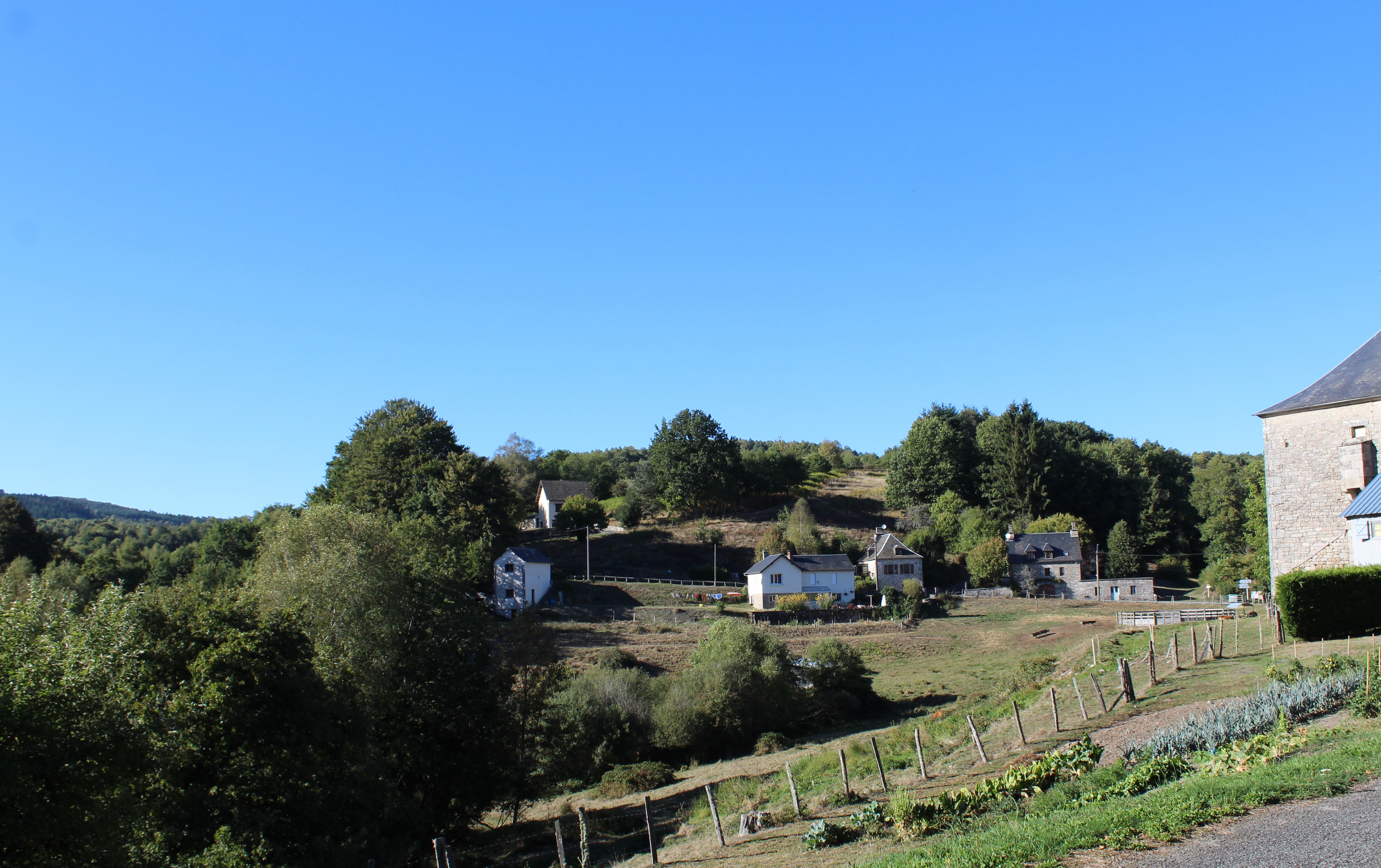
Vue du hameau de Reignac.
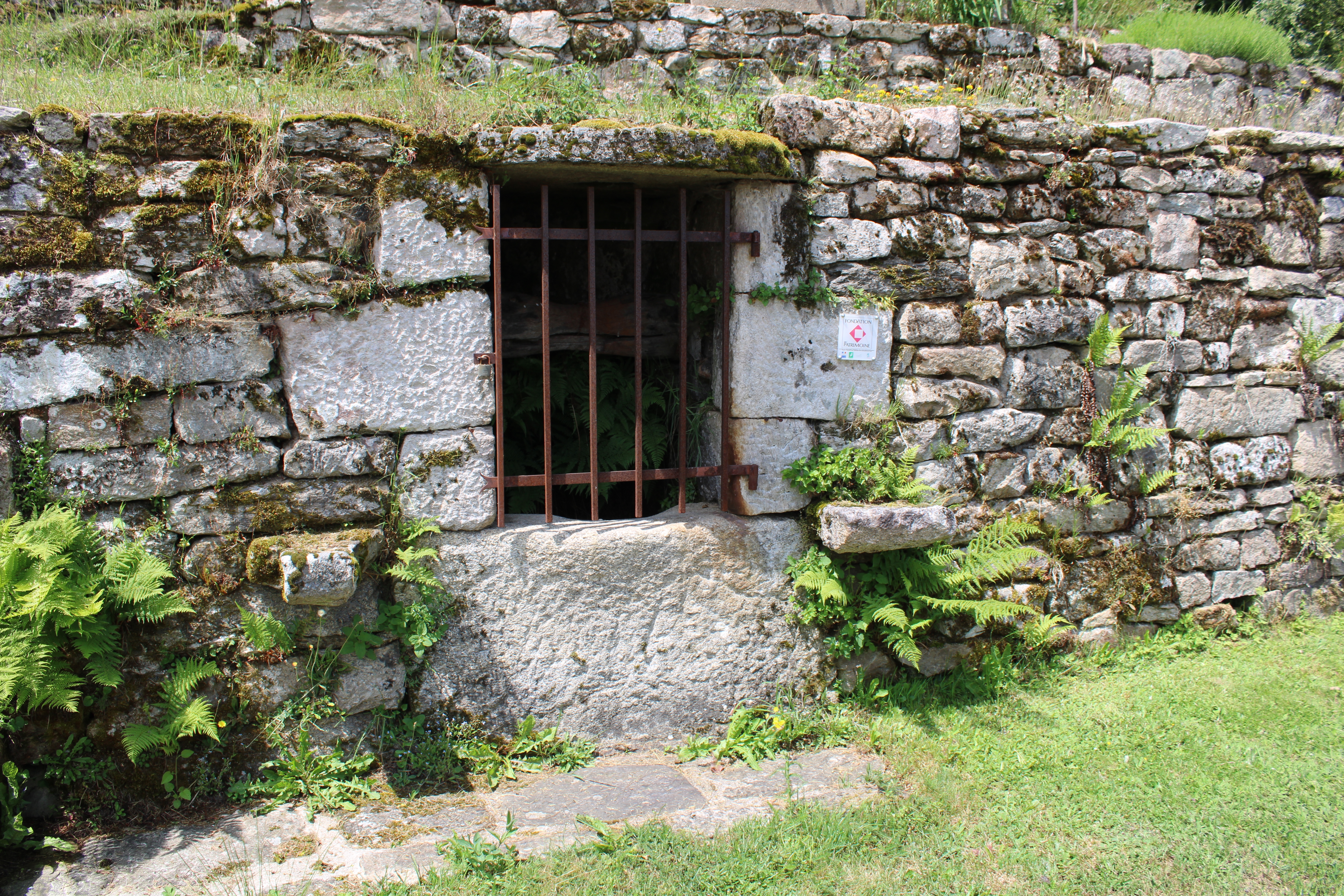
Ancien puits public au hameau de Chazalnoël.
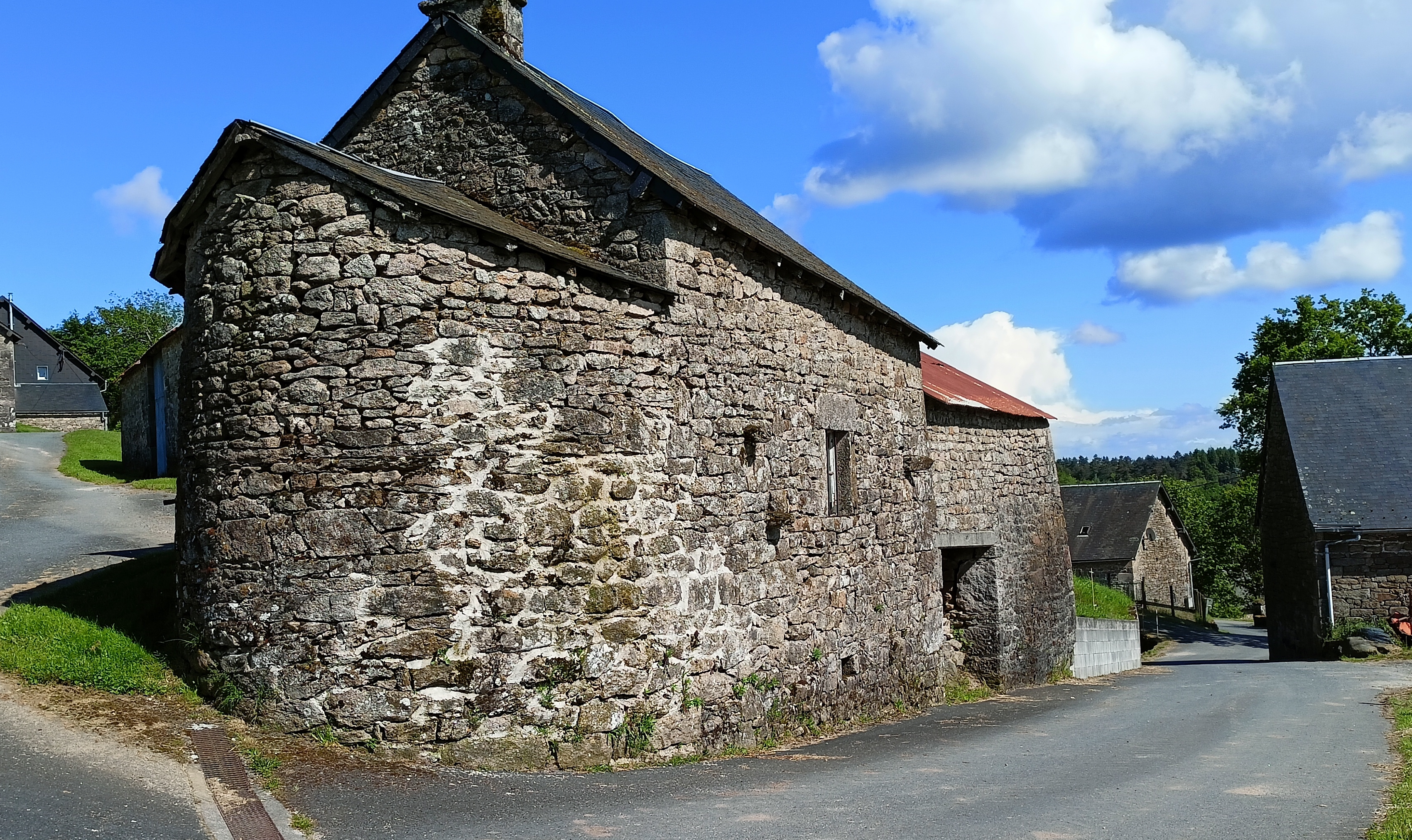
Ancien founil à La Vaysse.

### Héraldique
| Blason de Grandsaigne | Blason  | D'azur au cor de chasse d'or surmonté d'une étoile d'argent et accompagné en pointe d'un soleil d'or à dextre et d'une lune d'argent à senestre. |
| Blason de Grandsaigne | Détails | Le statut officiel du blason reste à déterminer.                                                                                                 |